# Виљансико
Виљансико (на шп. villancico) је метричка форма и музичка композиција из шпанске песничке традиције, која је присутна и у земљама Латинске Америке и Португалу.
Највећу популарност доживљава у периоду од петнаестог до осамнаестог века. У почетку виљансико је била песма профаног садржаја, народног порекла, коју је изводило више гласова. Касније су почели да се изводе у црквама у славу Божића.
У данашње време, виљансико се генерално сматра песмом која се изводи за време Божића, у децембру, захваљујући томе што су песници у Шпанији ову метричку форму престали да негују након осамнаестог века.

## Порекло и развој
Прве композиције које се могу назвати овим именом настају у другој половини петнаестог века, током ренесансе, еволуцијом старијих народних песама у које се могу убрајати форме под именом canciones или cantigas. Назив ове форме етимолошки се повезује са шпанском речи villano, што значи сељанин, становник руралне средине (villa), и на тај начин се доказује народно порекло виљансика. Певане су на народним светковинама, главне теме нису биле стриктно религиозне, већ су биле повезане са актуелним дешавањима у селу или целој области. У првом периоду стварања виљансика, петнаестом веку, поред ових тема налазиле су се и љубавне (са елементима пасторале), па чак и сатирично-бурлескне (виљансико овог типа ће се касније називати летриљом). Највећу ризницу ових песама представља Cancionero de Palacio, песмарица са двора Католичких краљева, где је Хуан дел Енсина (Juan del Encina) најзначајнији аутор ове врсте песама. У то време изводе се уз пратњу вируеле, а касније и гитаре. Од друге половине шеснаестог века црквени великодостојници сматрају да у циљу покрштавања већег броја верника укључе у своје службе песме на шпанском језику и бирају виљансико. Отуда његова религиозна димензија која опстаје до данашњих дана. Највећи број виљансика из овог периода налази се у песмарици Cancionero de Upsala. Такође, у том периоду виљансико прелази и у позориште (дело Хила Висентеа, Gil Vicente) и роман (Хорхе де Монтемајор, Jorge de Montemayor). У седамнаестом веку ова метричка форма је нарочито популарна, пише се за прославу Телова (Corpus Christi) и Божића нарочито. Рефрен постаје дужи, а строфе краће, изводи се уз пратњу контрабаса, харфе и оргуља. У осамнаестом веку његова популарност опада, преузима неке елементе из италијанског музичког стваралаштва који ће само допринети његовој декаденцији. Важно је напоменути и мексичку песникињу Сор Хуану Инес де ла Круз (Sor Juana Inés de la Cruz) која је такође у доба барока неговала ову песничку форму. Виљансико као један од елемената покрштавања становништва Латинске Америке комбинује своју структуру, теме и мотиве са речима из домородачких или афричких језика и речима из европског жаргона.

## Метрика
У структури виљансика налазе се две константе-рефрен (estribillo) који се састоји из два или четири стиха и строфа (pie) у чијем саставу су шест или седам стихова. У употреби су шестерци или осмерци, кратки стихови (versos de arte menor). Међутим, виљансико варира по распореду риме као и по броју стихова који га сачињавају. Тако, у структури је типично да се крајњи стихови строфа римују са рефреном, или макар крајњим деловима рефрена. Битно је да се током композиције понавља исти рефрен и последњи део строфе који се са њим римује.

## Пример
{{цитат|
-{No pueden dormir mis ojos,
no pueden dormir.
Pero,  ¿cómo dormirán
cercados en derredor
de soldados de dolor,
que siempre en armas están?
Los combates que les dan,
no los pudiendo sufrir,
no pueden dormir.

Alguna vez, de cansado
Del angustia y del tormento,
Se duermen que no lo siento,
Que los hallo transportados;
Pero los sueños pesados 
No les quieren consentir
Que puedan dormir.

Mas ya que duerman un poco,
Están tan desvanecidos,
Que ellos quedan aturdidos,
Yo poco menos de loco;
Y si los muevo y provoco
Con cerrar y con abrir,
No pueden dormir.}-|Кристобал де Кастиљехо}}